# Extradició
Una extradició és un procediment judicial (penal-administratiu) pel qual una persona acusada o condemnada per un delicte, de conformitat amb una llei d'un estat sobirà, és detinguda en un altre estat sobirà i retornada al primer per ser jutjada o perquè compleixi la pena ja imposada.
És un mecanisme molt antic, com a mínim del segle xiii aC, quan el faraó d'Egipte Ramsès II va negociar un tractat d'extradició amb el rei Hitita Hattusili III.
Existeix la regla segons la qual un estat està obligat a concedir l'extradició d'un delinqüent estranger només si hi ha un tractat internacional amb l'estat requirent o una convenció internacional sobre extradició que tots dos estats hagin signat.
Actualment, cap estat del món té tractats d'extradició amb tots els altres estats. Per exemple, els Estats Units d'Amèrica no tenen tractat d'extradició amb Rússia, la República Popular de la Xina, Namíbia, els Emirats Àrabs Units, Corea del Nord, Bahrain i molts d'altres.
En el cas de no haver-hi tractat o convenció internacional, l'estat requerit està facultat per acordar l'extradició, però no està obligat a concedir-la. Com a regla general, la majoria dels estats neguen l'extradició dels seus nacionals.